# Kuman wąskosmugi
Kuman wąskosmugi, mangusta wąskosmuga (Mungotictis decemlineata) – gatunek drapieżnego ssaka z podrodziny galidii (Galidiinae) w obrębie rodziny falanrukowatych (Eupleridae). Gatunek zagrożony wyginięciem.

## Taksonomia
Gatunek po raz pierwszy zgodnie z zasadami nazewnictwa binominalnego opisał w 1867 francuski przyrodnik Alfred Grandidier nadając mu nazwę Galidia decemlineata. Holotyp pochodził z zachodniego wybrzeża Madagaskaru. Jedyny przedstawiciel rodzaju kuman (Mungotictis) który opisał w 1915 roku brytyjski zoolog Reginald Innes Pocock. 
Kilka pomiarów i kolor upierzenia odróżniają Podgatunek lineatall odróżnia się od nominatywnego decemlineata na podstawie kilka pomiarów i kolorze futra. Niektórzy autorzy podejrzewali, że reprezentują one zbyt odrębne od siebie gatunki, choć najnowsze dane molekularne sugerują, że najlepiej pozostawić je jako podgatunki. Autorzy Illustrated Checklist of the Mammals of the World rozpoznają dwa podgatunki.

### Etymologia
- Mungotictis: rodzaj Mungos É. Geoffroy Saint-Hilaire & F. Cuvier, 1795 (mungo); gr. ικτις iktis, ικτιδις iktidis „łasica”[6][13].
- decemlineata: łac. decem „dziesięć”, od gr. δεκα deka „dziesięć”[14]; łac. lineatus „oznaczony liniami, z liniami”, od linea „linia”, od linum „nić”, od gr. λινον linon „len”[15][16].
- lineata: łac. lineatus „oznaczony liniami, z liniami”, od linea „linia”, od linum „nić”, od gr. λινον linon „len”[15][16].

## Zasięg występowania
Kuman wąskosmugi występuje endemicznie w Madagaskarze zamieszkując w zależności od podgatunku:
- M. decemlineata decemlineata –  środkowo-zachodni Madagaskar (Menabe).
- M. decemlineata lineata – południowo-zachodni Madagaskar, na południe od rzeki Mangoky; zapisy z obszaru jeziora Tsimanampetsotsa to błędnie zidentyfikowane okazy Galidictis fasciata grandidieri.

## Morfologia
Długość ciała (bez ogona) 26,4–29,4 cm, długość ogona 19,1–20,9 cm, długość ucha 2,4–2,5 cm, długość tylnej stopy 6–6,2 cm; masa ciała dorosłych samic 475–625 g, samców 450–740 g, osobników młodocianych 350–490 g (wymiary dla podgatunku nominatywnego z okolic Menabe). Brak widocznego dymorfizmu płciowego w pomiarach zewnętrznych. Wymiary dorosłej samicy podgatunku lineata to: długość ciała (bez ogona) 33,5 cm, długość ogona 21,5 cm, długość ucha 2,5 cm. długość tylnej łapy 5,9 cm. Ubarwienie szarobeżowe do szarego z jaśniejszą głową i spodnią częścią ciała. Wzdłuż boków przebiegają wąskie, ciemniejsze pasy (4-5 na każdym z boków). 

## Tryb życia
Kuman wąskosmugi są aktywne w ciągu dnia. Prowadzą nadrzewny i naziemny tryb życia, dobrze pływają. Są gatunkiem monogamicznym. Po ciąży trwającej 90-105 dni samica rodzi jedno młode.
Zachowania socjalne i metody komunikacji osobników tego gatunku są słabo poznane. Żywią się głównie owadami. Zjadają też inne bezkręgowce, drobne kręgowce i ptasie jaja. Skorupę chroniącą pokarm rozbijają uderzając nim o twardą powierzchnię. Zasiedla suche obszary porośnięte lasami.